# Christy Moore
Christopher Andrew "Christy" Moore (født 7. maj 1945) er en irsk folkemusiker, sangskriver og guitarist. Han er en af grundlæggerne af bandet Planxty og Moving Hearts. Han udgav sit første album Paddy on the Road i 1969, med et oplag på kun 500. Det blev optaget sammen med Dominic Behan (bror til Brendan Behan).
I 2007 blev han udnævnt til Irlands største nulevende musiker på RTÉ's People of the Year Awards.

## Diskografi
Christy Moore har udgivet både som solokunstner, med Planxty og Moving Hearts.

### Solo album
- Paddy on the Road (1969)
- Prosperous (1972)
- Whatever Tickles Your Fancy (1975)
- Christy Moore (1976)
- The Iron Behind the Velvet (1978)
- The Time Has Come (1983)
- Ride On (1984)
- Ordinary Man (1985)
- The Spirit of Freedom (1986)
- Unfinished Revolution (1987)
- Voyage (1989)
- Smoke & Strong Whiskey (1991)
- King Puck (1993) No. 2
- Graffiti Tongue (1996) No. 2
- Traveller (1999) No. 1
- This Is the Day (2001) No. 1
- Burning Times (2005) No. 3
- Listen (2009) No. 1
- Folk Tale (2011)
- Where I Come From (2013)
- Lily (2016) No. 3
- Flying Into Mystery (2021)

#### Livealbums
- Live in Dublin (1978)
- Live at the Point (1994) No. 1
- Live at Vicar Street (2002) No. 1
- Live at the Point 2006 (2006) No. 1
- On the Road (2017) No. 1[4]
- Magic Nights (2019) No. 2[5]

Andre
- H Block (1980)
- Christy Moore and Friends (1981)

### Med Planxty
- Planxty (1972)
- The Well Below the Valley (1973)
- Cold Blow and the Rainy Night (1974)
- After the Break (1979)
- The Woman I Loved So Well (1980)
- Words and Music (1983)

Live og opsamlingsalbum
- Live 2004 CD/DVD (2004)
- Between the Jigs and the Reels: A Retrospective CD/DVD (2016)

Andre
- High Kings of Tara (1980)

### Med Moving Hearts
- Moving Hearts (1981)
- Dark End of the Street (1982)

### Opsamlingsalbum
- Nice 'n Easy (1984)
- Aris (1984)
- Christy Moore (1988)
- The Christy Moore Collection 1981–1991 (1991)
- Christy Moore Collection Part 2 (1997) No. 4
- The Box Set 1964–2004 (2004) No. 2
- The Early Years 1969-81 (2020)